# Gran Premio de San Marino de Motociclismo de 1981
El Gran Premio de San Marino de Motociclismo de 1981 fue la décima prueba de la temporada 1981 del Campeonato Mundial de Motociclismo. El Gran Premio se disputó el 12 de julio de 1981 en el Autodromo Enzo e Dino Ferrari. Esta sería la primera ocasión que el Gran Premio de San Marino entraba en el calendario del Mundial.

## Resultados 500cc
El piloto italiano Marco Lucchinelli obtiene el cuarto triunfo de la temporada, tercero consecutivo, consolidando de este modo su liderato en la clasificación provisional. Detrás de él, llegaron, el británico Barry Sheene y el neozelandés Graeme Crosby. Su máximo rival para el título el estadounidense Kenny Roberts, después de haber obtenido la segunda posición en los entrenamientos, no pudo participar por una intoxicación alimentaria que afectó a toda su familia.
| Pos.     | Piloto              | Equipo     | Tiempo     | Pts. |
| -------- | ------------------- | ---------- | ---------- | ---- |
| 1        | Marco Lucchinelli   | Suzuki     | 42:19.980  | 15   |
| 2        | Barry Sheene        | Yamaha     | +3.310     | 12   |
| 3        | Graeme Crosby       | Suzuki     | +6.460     | 10   |
| 4        | Randy Mamola        | Suzuki     | +44.780    | 8    |
| 5        | Kork Ballington     | Kawasaki   | +1:12.190  | 6    |
| 6        | Guido Paci          | Yamaha     | +1:21.280  | 5    |
| 7        | Jack Middelburg     | Suzuki     | +1:22.720  | 4    |
| 8        | Marc Fontan         | Yamaha     | +1:22.850  | 3    |
| 9        | Giovanni Pelletier  | Suzuki     | +1:27.380  | 2    |
| 10       | Keith Huewen        | Yamaha     | +1:35.230  | 1    |
| 11       | Sergio Pellandini   | Suzuki     | +1:43.040  |      |
| 12       | Christian Sarron    | Yamaha     | +2:07.320  |      |
| 13       | Walter Migliorati   | Suzuki     | +2:21.660  |      |
| 14       | Seppo Rossi         | Suzuki     | +2:22.680  |      |
| 15       | Kimmo Kopra         | Suzuki     | + 1 Vuelta |      |
| 16       | Michel Frutschi     | Yamaha     | + 1 Vuelta |      |
| 17       | Fabio Biliotti      | Suzuki     | + 1 Vuelta |      |
| 18       | Raffaele Pasqual    | Yamaha     | + 1 Vuelta |      |
| 19       | Virginio Ferrari    | Cagiva     | + 1 Vuelta |      |
| Ret      | Boet van Dulmen     | Yamaha     | Ret        |      |
| Ret      | Franco Uncini       | Suzuki     | Ret        |      |
| Ret      | Bernard Fau         | Suzuki     | Ret        |      |
| Ret      | Philippe Coulon     | Suzuki     | Ret        |      |
| Ret      | Willem Zoet         | Suzuki     | Ret        |      |
| Ret      | Carlo Perugini      | Sanvenero  | Ret        |      |
| Ret      | Gianni Rolando      | Lombardini | Ret        |      |
| Ret      | Christian Estrosi   | Yamaha     | Ret        |      |
| Ret      | Steve Parrish       | Yamaha     | Ret        |      |
| Ret      | Børge Nielsen       | Suzuki     | Ret        |      |
| Ret      | Sadao Asami         | Yamaha     | Ret        |      |
| DNS      | Kenny Roberts       | Yamaha     | DNS        |      |
| DNQ      | Josef Hage          | Yamaha     | DNQ        |      |
| DNQ      | Peter Sjöstrom      | Suzuki     | DNQ        |      |
| DNQ      | Jochen Schimd       | Suzuki     | DNQ        |      |
| DNQ      | Alain Rothlisberger | Suzuki     | DNQ        |      |
| DNQ      | Wolfgang von Muralt | Suzuki     | DNQ        |      |
| DNQ      | Antonio Grecco      | Suzuki     | DNQ        |      |
| Sources: |                     |            |            |      |

## Resultados 250cc
El piloto alemán Anton Mang continua dominando la categoría, con este triunfo obtiene la sexta victoria de la temporada y la quinta consecutiva después de ocho Grandes Premios disputados. En esta carrera, entró por delante del suizo Roland Freymond y el francés Jean-François Baldé.
En este Gran Premio se tiene que lamentar la muerte del piloto Sauro Pazzaglia, un grave incidente en el que estuvo implicado el venezolano Carlos Lavado que se perderá diversos Grandes Premios y dice adiós a sus esperanzas al título.
| Pos. | Piloto                 | Moto            | Tiempo    | Pts. |
| ---- | ---------------------- | --------------- | --------- | ---- |
| 1    | Anton Mang             | Kawasaki        | 45:43.810 | 15   |
| 2    | Roland Freymond        | Ad Maiora       | +19.910   | 12   |
| 3    | Jean-François Baldé    | Kawasaki        | +23.020   | 10   |
| 4    | Pierluigi Conforti     | Kawasaki        | +33.200   | 8    |
| 5    | Thierry Espié          | Pernod          | +40.320   | 6    |
| 6    | Jean-Louis Tournadre   | Yamaha          | +46.150   | 5    |
| 7    | Christian Estrosi      | Yamaha          | +47.070   | 4    |
| 8    | Patrick Fernandez      | Bimota-Yamaha   | +49.570   | 3    |
| 9    | Jacques Bolle          | Yamaha          | +52.550   | 2    |
| 10   | Didier de Radiguès     | Yamaha          | +59.160   | 1    |
| 11   | Jeffrey Sayle          | Armstrong-Rotax | +59.600   |      |
| 12   | Jean-Louis Guignabodet | Kawasaki        | +1:15.690 |      |
| 13   | Mick Grant             | Armstrong-Rotax | +1:22.960 |      |
| 14   | Martin Wimmer          | Yamaha          | +1:30.230 |      |
| 15   | Pierre Bolle           | Yamaha          | +1:31.770 |      |
| 16   | Jean-Marc Toffolo      | Armstrong-Rotax | +1:31.870 |      |
| 17   | Alan North             | Yamaha          | +1:39.960 |      |
| 18   | Franco Marchegiani     | Yamaha          | +1:40.170 |      |
| 19   | Richard Schlachter     | Yamaha          | +1:44.140 |      |
| 20   | Eero Hyvärinen         | Yamaha          | +1:45.160 |      |
| 21   | Graeme Geddes          | Yamaha          | +1:53.050 |      |
| 22   | Peter Looijesteijn     | Rotax           | +2:01.630 |      |
| Ret  | Hervé Guilleux         | Siroko          | Ret       |      |
| Ret  | Maurizio Massimiani    | Ad Majora       | Ret       |      |
| Ret  | Paolo Ferretti         | Yamaha          | Ret       |      |
| Ret  | Pier Paolo Bianchi     | MBA             | Ret       |      |
| Ret  | Bruno Kneubühler       | Rotax           | Ret       |      |
| Ret  | Sito Pons              | Rotax           | Ret       |      |
| Ret  | Loris Reggiani         | Yamaha          | Ret       |      |
| Ret  | Battista Gemignani     | Yamaha          | Ret       |      |
| Ret  | Bruno Lüscher          | Yamaha          | Ret       |      |
| DNS  | Carlos Lavado          | Yamaha          | DNS       |      |
| DNS  | Sauro Pazzaglia        | MBA             | DNS       |      |
| DNQ  | Germano Conti          | MBA             | DNQ       |      |
| DNQ  | Hans Müller            | MBA             | DNQ       |      |
| DNQ  | Gianpaolo Marchetti    | MBA             | DNQ       |      |
| DNQ  | Arturo Venanzi         | Yamaha          | DNQ       |      |
| DNQ  | Roger Sibille          | Yamaha          | DNQ       |      |
| DNQ  | Gerhard Waibel         | Yamaha          | DNQ       |      |
| DNQ  | Yo-Chan Matsumoto      | Yamaha          | DNQ       |      |
| DNQ  | Ángel Nieto            | Rotax           | DNQ       |      |
| DNQ  | Roberto Vanetta        | Sirocco         | DNQ       |      |

## Resultados 125cc
en el octavo de litro, segunda victoria del año para el italiano Loris Reggiani que antecede a su compañero de equipo Ángel Nieto. El tercer puesto del podio fue para otro italiano: Pier Paolo Bianchi.
| Pos. | Piloto              | Moto       | Tiempo     | Pts. |
| ---- | ------------------- | ---------- | ---------- | ---- |
| 1    | Loris Reggiani      | Minarelli  | 43:57.520  | 15   |
| 2    | Ángel Nieto         | Minarelli  | +1.800     | 12   |
| 3    | Pier Paolo Bianchi  | MBA        | +2.100     | 10   |
| 4    | Ricardo Tormo       | Sanvenero  | +21.910    | 8    |
| 5    | Jacques Bolle       | Motobécane | +27.670    | 6    |
| 6    | Hugo Vignetti       | MBA        | +33.580    | 5    |
| 7    | Roberto Ruosi       | MBA        | +1:13.230  | 4    |
| 8    | Gerhard Waibel      | MBA        | +1:13.550  | 3    |
| 9    | August Auinger      | MBA        | +1:13.700  | 2    |
| 10   | Willy Pérez         | MBA        | +1:18.480  | 1    |
| 11   | Thierry Noblesse    | MBA        | +1:25.300  |      |
| 12   | Anton Straver       | MBA        | +1:41.200  |      |
| 13   | Johnny Wickström    | MBA        | +2:09.140  |      |
| 14   | Olivier Liégeois    | MBA        | +2:17.010  |      |
| 15   | Joe Genoud          | MBA        | + 1 Vuelta |      |
| 16   | Per Carlsson        | MBA        | + 1 Vuelta |      |
| 17   | Hans Müller         | MBA        | + 1 Vuelta |      |
| 18   | Jacky Hutteau       | Afam       | + 1 Vuelta |      |
| 19   | Peter Baláž         | MBA        | + 1 Vuelta |      |
| Ret  | Iván Palazzese      | MBA        | Ret        |      |
| Ret  | Guy Bertin          | Sanvenero  | Ret        |      |
| Ret  | Maurizio Vitali     | MBA        | Ret        |      |
| Ret  | Erich Klein         | MBA        | Ret        |      |
| Ret  | Eugenio Lazzarini   | Iprem      | Ret        |      |
| Ret  | Maurizio Goretti    | MBA        | Ret        |      |
| Ret  | Joël Malatino       | MBA        | Ret        |      |
| Ret  | Theo Timmer         | MBA        | Ret        |      |
| Ret  | Italo Zerbini       | MBA        | Ret        |      |
| DNQ  | Dirk van der Donckt | Kreidler   | DNQ        |      |
| DNQ  | Robert Evrard       | Kreidler   | DNQ        |      |

## Resultados 50cc
Con la victoria en este Gran Premio, y a falta de una sola prueba para el término del Mundial de 50cc, el español Ricardo Tormo se coronoca como campeón mundial de la categoría. En esta prueba, los pilotos holandeses Henk van Kessel y Theo Timmer completaron el podio.
| Pos. | Piloto              | Moto       | Tiempo     | Pts. |
| ---- | ------------------- | ---------- | ---------- | ---- |
| 1    | Ricardo Tormo       | Bultaco    | 31:43.750  | 15   |
| 2    | Henk van Kessel     | Kreidler   | +5.550     | 12   |
| 3    | Theo Timmer         | Bultaco    | +29.120    | 10   |
| 4    | Giuseppe Ascareggi  | Minarelli  | +31.870    | 8    |
| 5    | Hans-Jürgen Hummel  | Sachs      | +1:15.940  | 6    |
| 6    | Hagen Klein         | Kreidler   | +1:15.950  | 5    |
| 7    | Claudio Lusuardi    | Moto Villa | +1:41.250  | 4    |
| 8    | George Looijesteijn | Kreidler   | +1:50.770  | 3    |
| 9    | Joaquín Galí        | Bultaco    | +1:50.930  | 2    |
| 10   | Ingo Emmerich       | Kreidler   | +1:51.240  | 1    |
| 11   | Giuliano Gerani     | BBFT       | +2:16.000  |      |
| 12   | Günter Schirnhofer  | Kreidler   | +2:19.070  |      |
| 13   | Otto Machinek       | Kreidler   | +2:24.570  |      |
| 14   | Claudio Granata     | Kreidler   | +2:25.000  |      |
| 15   | Giuliano Tabanelli  | Ringhini   | +2:25.810  |      |
| 16   | Ramón Galí          | Kreidler   | +2:34.430  |      |
| 17   | Enrico Cereda       | Kreidler   | + 1 Vuelta |      |
| 18   | Thomas Engl         | PCR        | + 1 Vuelta |      |
| 19   | Enzo Saffiotti      | UFO        | + 1 Vuelta |      |
| 20   | Pascale Buonfante   | UFO        | + 1 Vuelta |      |
| 21   | Reiner Koster       | Malanca    | + 1 Vuelta |      |
| 22   | Kasimir Rapczynski  | Kreidler   | + 1 Vuelta |      |
| 23   | Klaus Kull          | Kreidler   | + 1 Vuelta |      |
| 24   | Joe Genoud          | RYB        | + 1 Vuelta |      |
| 25   | Gerhard Singer      | Kreidler   | + 1 Vuelta |      |
| Ret  | Rolf Blatter        | Kreidler   | Ret        |      |
| Ret  | Peter Verbic        | Kreidler   | Ret        |      |
| Ret  | Salvatore Milano    | UFO        | Ret        |      |
| Ret  | Chris Baert         | CVD        | Ret        |      |